# Julia de Burgos

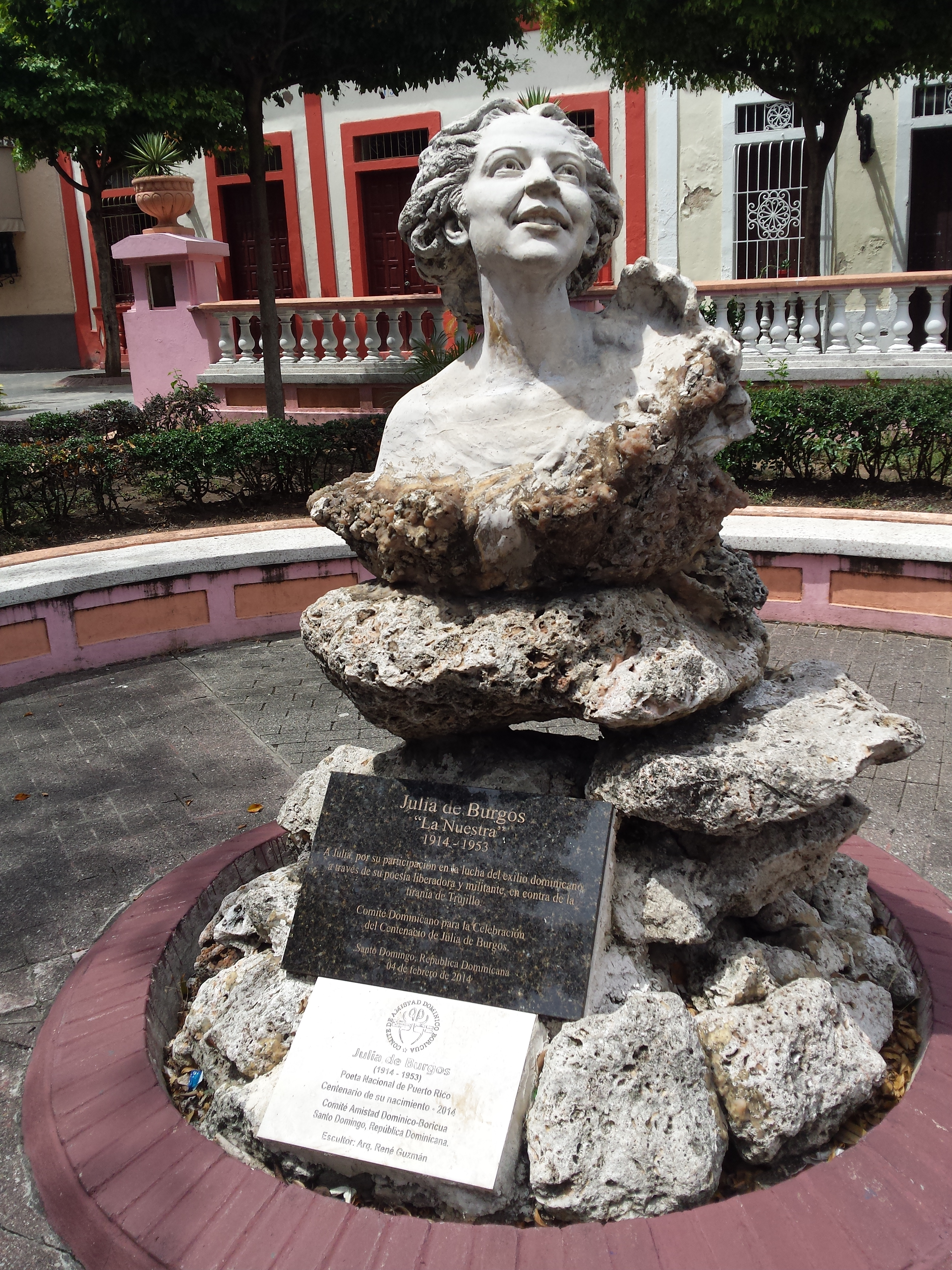
Büste von Julia de Burgos in Santo Domingo

Julia Constanze Burgos García, besser bekannt als Julia de Burgos (geboren 17. Februar 1914 in Carolina, Puerto Rico; gestorben 6. Juli 1953 in New York City) war eine puerto-ricanische Lyrikerin und Dichterin.

## Leben und Wirken
Julia de Burgos wuchs in einem Barrio von Santa Cruz auf. Als ältestes von dreizehn Kindern besuchte sie die Schule und studierte nach dem Abschluss der Escuela Superior von 1931 bis 1933 an der Universidad de Puerto Rico.
Danach unterrichtete sie bis zu ihrer Eheschließung 1934 in Naranjito. In den folgenden Jahren arbeitete sie für die Puerto Rico Economical Rehabilitation Agency. Zwischen 1937 und 1939 erschienen drei Lyrikbände von ihr, für die sie einen Preis des Instituto de Literatura Puertorriqueña erhielt.
1940 verließ sie Puerto Rico und ging nach New York, wo sie als Journalistin lebte. Ende des Jahres ging sie nach Kuba und studierte an der Universität von Havanna Literatur und Philosophie. 1942 kehrte sie nach New York zurück, wo sie Unterstützung beim Circle of Ibero-American Writers and Poets fand und in zweiter Ehe den Musiker Armando Marín heiratete. In den letzten Kriegsjahren lebte sie mit ihrem Mann in Washington und arbeitete im Büro des Coordinator of Interamerican Affairs.
1946 wurde bei ihr eine Leberzirrhose diagnostiziert, und ihre letzten Lebensjahre waren von Krankenhausaufenthalten infolge ihres Alkoholkonsums und der Leberprobleme bestimmt. 1952 erschien ihr letzter Gedichtband.
In den 1960er Jahren erschienen in Puerto Rico zwei Ausgaben ihrer Gedichte. 1967 veröffentlichte Ivette Jiménez Báez die Monographie Julia de Burgos: vida y poesía. Die Universidad de Puerto Rico verlieh ihr 1987 einen Ehrendoktortitel in Anerkennung ihrer Verdienste um die literarische Kultur der Insel. 1997 erschien ihr Gesamtwerk in englischer Übersetzung.

## Werke (Auswahl)
- Yo misma fui mi ruta, Ediciones Huracán, 1986; ISBN 0-940238-30-6
- Amor y soledad Ediciones Torremozas, 1994; ISBN 84-7839-136-3
- El mar y tú y otros poemas Ediciones Huracan, 1981; ISBN 0-940238-46-2
- Cancion de la Verdad Sencilla (Vortice Ser) Ediciones Huracan, 1982; ISBN 0-940238-66-7
- Poema en Veinte Surcos Ediciones Huracan, 1983; ISBN 0-940238-23-3
- The Complete Poems of Julia de Burgos, Obra Completa Poetica (übersetzt von Jack Agueros), 1997